# Margarita Řecká a Dánská
Margarita Řecká a Dánská (Řecky: Πριγκίπισσα Μαργαρίτα της Ελλάδας και Δανίας; 18. dubna 1905 – 24. dubna 1981) se narodila jako nejstarší dítě prince Ondřeje Řeckého a Dánského a Alice z Battenbergu. Byla prvním pra pra vnoučetem královny Viktorie a nejstarší sestrou prince Philipa, vévody z Edinburghu.
Margarita, nejstarší dcera řeckého a dánského prince Ondřeje a princezny Alice z Battenbergu, prožila šťastné dětství mezi Athénami a Korfu. V dětství však byla svědkem balkánských válek (1912-1913), následovala první světová válka (1914-1918) a řecko-turecká válka (1919-1922). Pro mladou princeznu a její příbuzné měly tyto konflikty dramatické následky a vedly k jejich exilu ve Švýcarsku (v letech 1917-1920), poté ve Francii a ve Spojeném království (v letech 1922-1936). Během exilu byla Margarita a její rodina závislá na štědrosti svých zahraničních příbuzných, zejména řecké a dánské princezny Marie (která jim nabídla ubytování v Saint-Cloud) a lady Luisy Mountbattenové (která je finančně podporovala).
Na konci 20. let 20. století prodělala Margaritina matka duševní krizi, která vedla k jejímu umístění do švýcarské psychiatrické léčebny. Krátce poté, v roce 1931, se Margarita provdala za prince Gottfrieda z Hohenlohe-Langenburgu. Manželé se poté přestěhovali na zámek Weikersheim, kde vychovali čtyři syny (prince Krafta, Georga Andrease, Rupprechta a Albrechta) a dceru (princeznu Beatrix). Gottfried a Margarita, kteří byli od roku 1937 členy nacistické strany, využívali svých rodinných konexí k prosazování sblížení s nacismem ve Spojeném království, avšak bez úspěchu. Během 30. let manželé také podnikli několik cest do zahraničí. Zejména v roce 1934 navštívila New York, aby svědčila ve prospěch Glorie Morgan Vanderbiltové, Gottfriedovy bývalé snoubenky, v soudním sporu mezi ní a jejími příbuznými o opatrovnictví její dcery, která se rovněž jmenovala Glorie.
Během druhé světové války, která rozdělila její příbuzné na dvě frakce, strávila Margarita nějaký čas v Langenburgu. Porážka Německa a jeho okupace Spojenci přinesla do života Margarity a Gottfrieda nové otřesy. Ačkoli byli uchráněni před Sověty, kteří zavinili smrt několika jejich bratranců a sestřenic, v době sňatku prince Philipa, Margaritina jediného bratra, s britskou princeznou Alžbětou v roce 1947 byli manželé ostrakizováni britskou královskou rodinou. V průběhu let se manželé znovu začlenili do života evropské elity, což dokládá jejich pozvání a přítomnost na korunovaci Alžběty II. v roce 1953 a přítomnost princezny na svatbě Juana Carlose, prince asturského, a princezny Sofie Řecké a Dánské v roce 1962. Margarita ovdověla v roce 1960 a v roce 1963 byla svědkem požáru na zámku Langenburg. Princezna zemřela v roce 1981 a její tělo bylo pohřbeno v rodinném mauzoleu Hohenlohe-Langenburg. Margarita byla tetou prince z Walesu z otcovy strany, který se později stal králem Karlem III.

## Původ, mládí

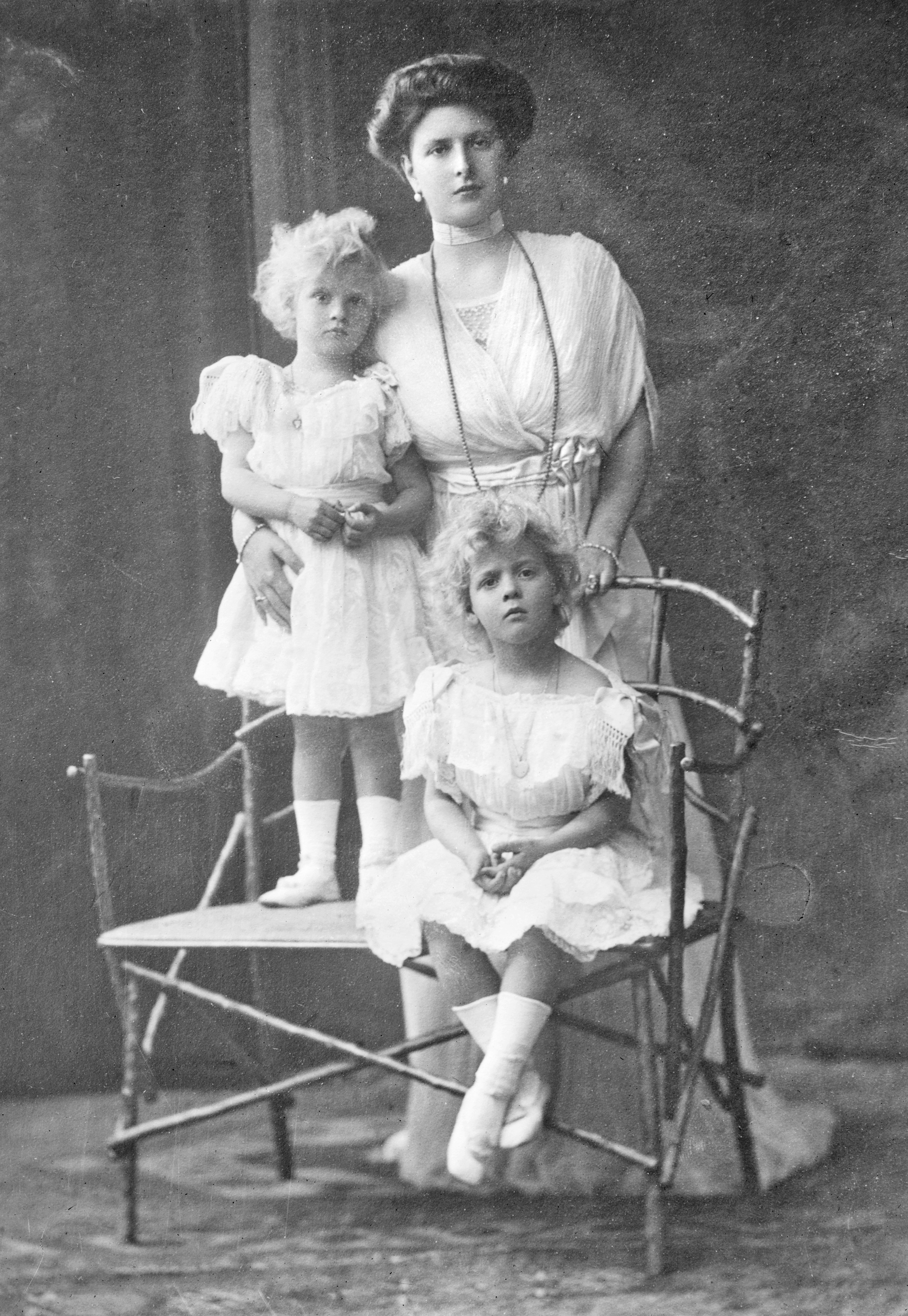
Princezna Margarita se svou mladší sestrou princeznou Teodorou a matkou princeznou Alice, c. 1910

Nejstarší dcera řeckého a dánského prince Ondřeje a princezny Alice z Battenbergu Margarita se narodila 18. dubna 1905 v královském paláci v Athénách. V rozporu s tehdejšími zvyklostmi se jejího porodu zúčastnil otec, protože její babička, královna Olga, věřila, že „je jen spravedlivé, aby muži viděli utrpení, které způsobují svým ženám a před kterým zcela unikají." Margarita, pokřtěná 11. května v přítomnosti prarodičů z matčiny strany, vyrůstala ve společné domácnosti, která se rychle rozrostla o její sestry Teodoru (1906-1969), Cecílii (1911-1937) a Sofii (1914-2001). S matkou komunikovaly Margarita a její sestry anglicky, ale v přítomnosti příbuzných a guvernantek používaly také francouzštinu, němčinu a řečtinu. Princezny byly formálně vzdělávány v angličtině a řečtině.
Margaritino rané dětství bylo poznamenáno nestabilitou, kterou Řecké království zažívalo na počátku dvacátého století. Unaveni útoky tisku a opozice našli Ondřej a Alice útočiště v cestování a mnohokrát pobývali za hranicemi své vlasti. Se svými dcerami pobývali ve Spojeném království, Německu, na Maltě a v Rusku, kde se znovu setkali se svými četnými příbuznými, včetně Eduarda VII. ze Spojeného království, Arnošta Ludvíka, velkovévody hesenského, Alexandry Fjodorovny, prince a princezny Ludvíka z Battenbergu (Aliciných rodičů) atd. Od roku 1905 se tak Margarita seznámila se svým mladým strýcem a tetou z matčiny strany, Ludvíkem a Luisou, s nimiž se následně spolu se svou sestrou Teodorou velmi sblížila.
V roce 1909 došlo k vojenskému puči zorganizovanému proti vládě řeckého krále Jiřího I., Margaritina dědečka. Krátce po této události byli princ Ondřej a jeho bratři nuceni odejít z armády. Znepokojeni politickou situací ve své zemi našli Ondřej a Alice opět útočiště v zahraničí a pobývali ve Velké Británii, Francii a Hesensku. Poté, co na čas zvážili život v exilu, se manželé vrátili do Řecka, kde se jim narodila třetí dcera.

### Balkánské války a první světová válka
V letech 1912-1913 se Řecko zapojilo do balkánských válek, v nichž se ocitlo v opozici vůči Osmanské říši a Bulharsku. Princ Ondřej byl znovu povolán do armády a sloužil pod korunním princem Konstantinem, zatímco princezna Alice pracovala jako ošetřovatelka raněných vojáků. Příliš mladá na to, aby následovala své rodiče, strávila Margarita a její sestry dobu trvání konfliktu v Athénách, s výjimkou krátkého pobytu v Soluni v prosinci 1912. Řecko vyšlo z balkánských válek s rozšířeným územím, ale konflikt vedl také k pádu Jiřího I., který byl v březnu 1913 zavražděn. Smrt řeckého krále způsobila v životě Margarity a jejích příbuzných významné změny. Ve své závěti odkázal panovník Ondřejovi palác Mon Repos na ostrově Korfu. Po letech, kdy žil v těsné blízkosti panovníka, v palácích v Athénách a Tatoi, se tak Ondřej a jeho rodina konečně dočkali vlastního sídla.

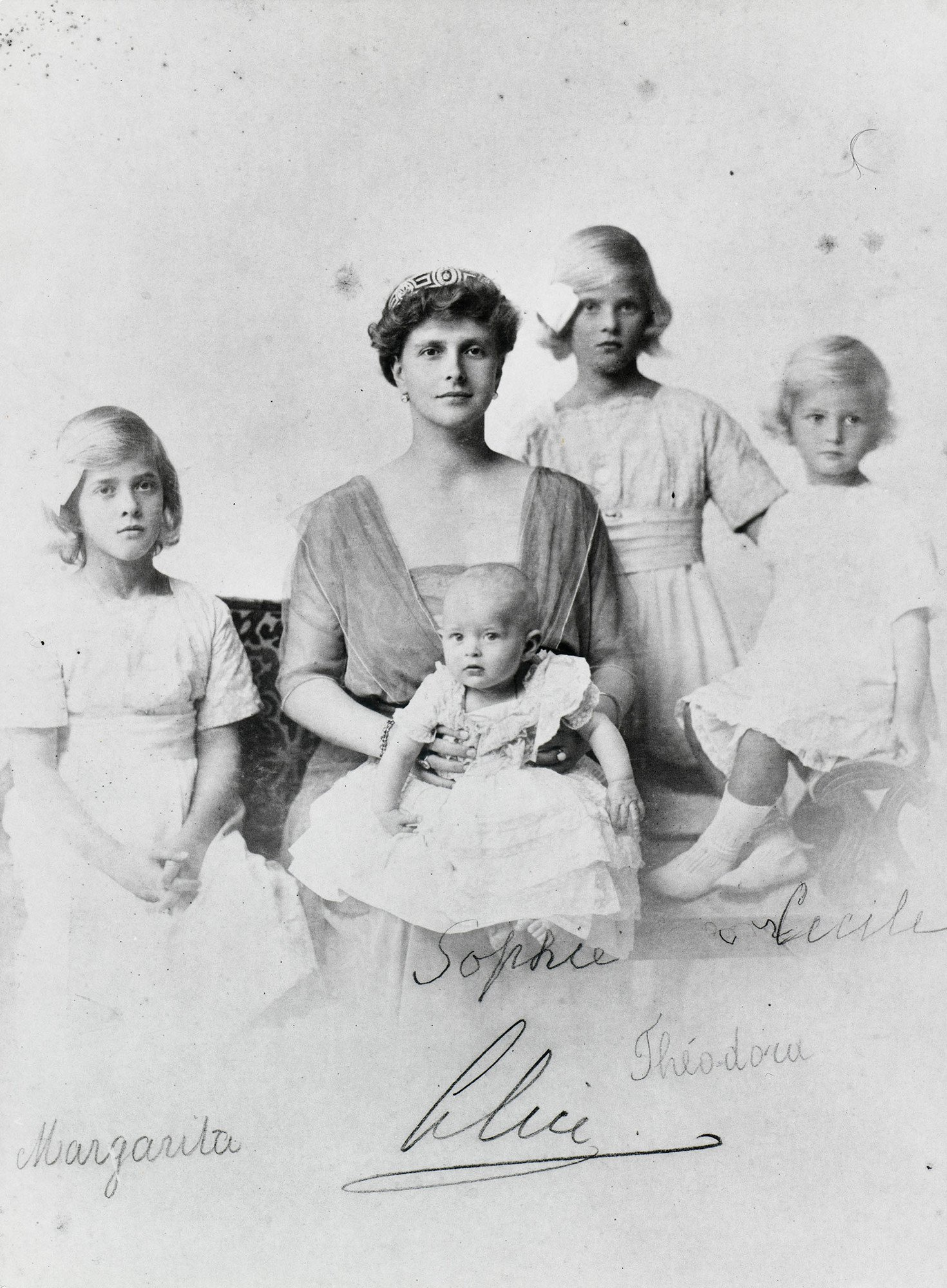
Margarita se svou matkou a sestrami, 1914

Když se vrátil mír, Ondřej, Alice a jejich dcery v srpnu 1913 opustili Řecko. Po návštěvě Německa zůstali ve Spojeném království u Margaritiných prarodičů z matčiny strany. Pro malé princezny byla tato cesta příležitostí navštívit s rodiči katedrálu svatého Pavla a londýnskou zoologickou zahradu. 17. listopadu 1913 se vrátily do Řecka, rodinu pak v zemi udrželo Aliciino čtvrté těhotenství a především vypuknutí první světové války. Vzhledem k tomu, že Řecko vyhlásilo neutralitu, tento nový konflikt se Margarity a jejích příbuzných zpočátku téměř nedotkl. Léto roku 1914 tak strávila se svými sestrami na Korfu, kde si čtyři měsíce užívaly slunce a moře.
Situace se změnila s tím, jak se do života obyvatel země vkrádala válka. V říjnu 1915 byl Ondřej se svou posádkou umístěn v Soluni, kde byl konfrontován s obsazením města spojenci. Krátce poté, v prosinci, našla poražená srbská armáda útočiště na Korfu, což přimělo Alici a její dcery opustit Mon Repos a vydat se do hlavního města. V průběhu měsíců se množství hrozeb vůči členům královské dynastie zvyšovalo. V červenci 1916 zaútočil na panství Tatoi žhář, zatímco tam byl král se svou manželkou a několika dětmi. Kromě toho 1. prosince francouzské námořnictvo bombardovalo královský palác v Athénách, což donutilo Margaritu a její sestry, aby se s matkou uchýlily do sklepení. 

### Život v exilu
V červnu 1917 byl král Konstantin I. definitivně sesazen a vyhnán z Řecka spojenci, kteří ho na trůně nahradili jeho druhým synem, mladým Alexandrem. O patnáct dní později byla Margaritina rodina nucena odejít do exilu, aby se odstranila možnost ovlivňování nového panovníka jeho blízkými. Malá skupina, která byla nucena pobývat v německy mluvícím Švýcarsku, se nejprve ubytovala v hotelu ve Svatém Mořici a poté se usadila v Lucernu, kde žila s nejistotou ohledně své budoucnosti.
Vyhnanství však nebylo jediným zdrojem obav rodiny. Po pádu ruského impéria v roce 1917 bylo v Rusku zavražděno několik Margaritiných příbuzných. Krátce po těchto událostech byl v zimě 1918-1919 spolu s ostatními německými dynastiemi svržen i velkovévodský rod Hesenska, s nímž byla Margarita úzce spřízněna prostřednictvím své matky. V roce 1920 se několik členů rodiny nakazilo chřipkou.
Na začátku roku 1919 se Margarita přesto dočkala radosti ze shledání se svou babičkou z otcovy strany, královnou vdovou Olgou, kterou bolševici ušetřili díky diplomatické intervenci Dánů. V následujících měsících se navíc znovu setkala se svými prarodiči z matčiny strany, které válka donutila vzdát se jména Battenberg ve prospěch jména Mountbatten. Pro Margaritu, která nyní tvořila duo se svou mladší sestrou Teodorou, nebyl exil pouze synonymem nostalgie; byl také příležitostí k dlouhým rodinným setkáním a procházkám po horách.

### Krátký návrat do Řecka
2. října 1920 pokousala krále Alexandra, bratrance Margarity, na procházce v Tatoi domácí opice. Ve špatné péči onemocněl sepsí, která u něj 25. října zvítězila, aniž by k jeho lůžku mohl přijít kdokoli z jeho rodiny. Smrt panovníka vyvolala v Řecku prudkou institucionální krizi. Premiér Eleftherios Venizelos, který již od roku 1919 uvízl v nové válce proti Turecku, prohrál v roce 1920 řecké parlamentní volby. Ponížený odešel do zahraničí, zatímco referendum znovu dosadilo na trůn Konstantina I.
Princ Ondřej byl v Athénách triumfálně přijat 23. listopadu 1920 a o několik dní později se k němu připojila i jeho manželka a čtyři dcery. Margarita se poté vrátila s rodinou na Korfu. Ve stejné době princezna Alice zjistila, že je opět těhotná. 10. června 1921 rodina přivítala Philipa (1921-2021), budoucího vévodu z Edinburghu. Radost, která provázela toto narození, však byla zastřena nepřítomností prince Ondřeje, který se připojil k řeckým jednotkám v Malé Asii během okupace Smyrny. Navzdory obavám z války si Margarita a její sourozenci užívali života v Mon Repos, kde je na jaře 1922 navštívila babička z matčiny strany a teta Luisa. V parku poblíž paláce, postaveném na starověkém hřbitově, se princezny věnovaly archeologii a objevily několik keramických nádob, bronzových kousků a kostí.

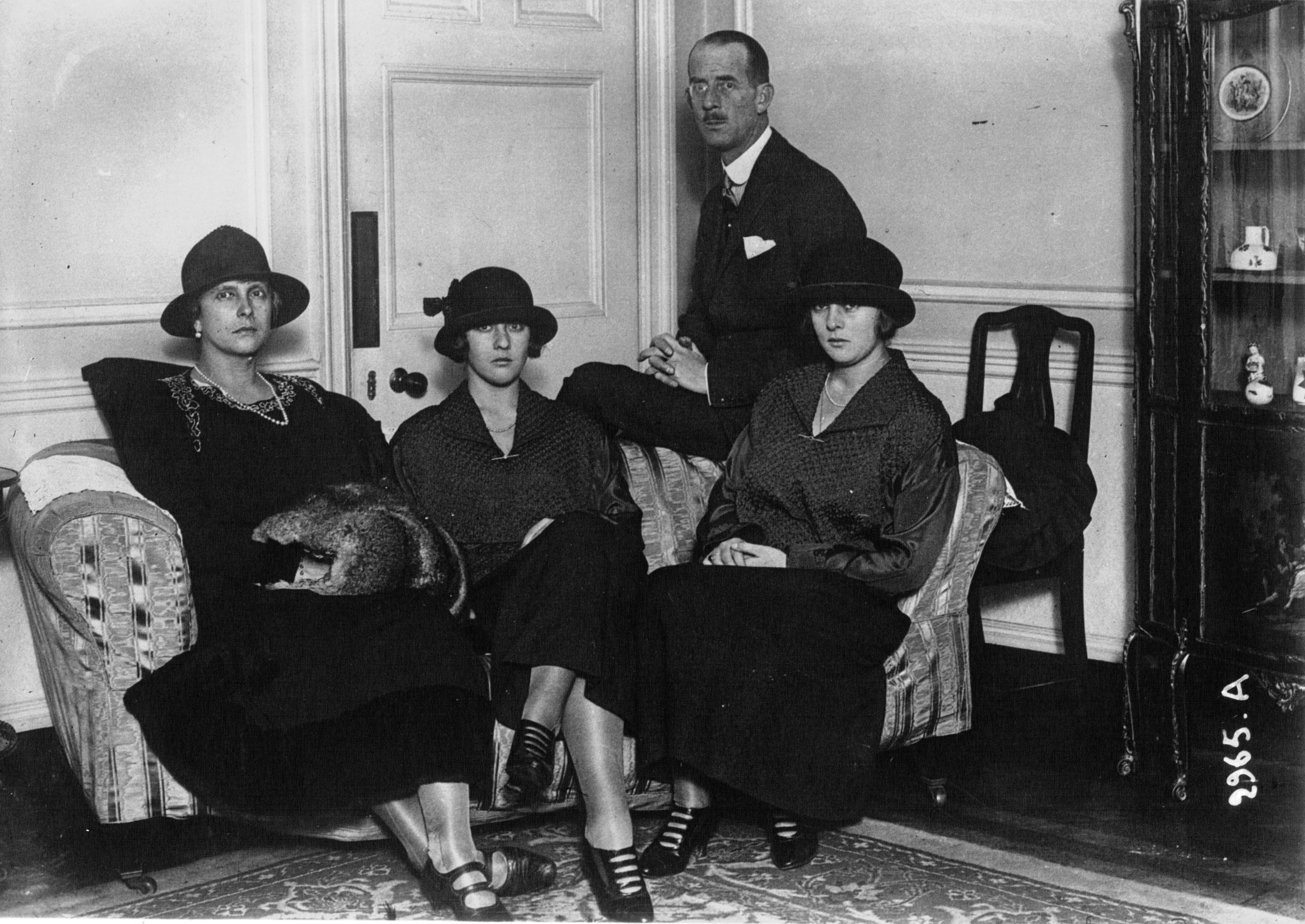
Margarita se svými rodiči a sestrou Teodorou, 1922

V tomto období se Margarita a její sestry také poprvé zúčastnily řady velkých společenských akcí. V březnu 1921 se princezny zúčastnily v Athénách svatby své sestřenice Heleny s rumunským korunním princem Karlem. V červenci 1922 odjely do Velké Británie, aby šly za družičky na svatbu svého strýce Louise Mountbattena s bohatou dědičkou Edwinou Ashleyovou. 
Vojenská porážka Řecka proti Turecku a politické nepokoje, které to vyvolalo, však narušily život Margarity a její rodiny. V září 1922 Konstantin I. abdikoval ve prospěch svého nejstaršího syna Jiřího II. O měsíc později byl princ Ondřej zatčen a poté souzen vojenským tribunálem, který ho prohlásil za odpovědného za porážku u Sakary. Před popravou knížete zachránila intervence zahraničních kancléřů, byl však odsouzen k vyhnanství a zpeněžení. Po krátké zastávce na Korfu princ a jeho příbuzní počátkem prosince 1922 urychleně opustili Řecko na palubě lodi HMS Calypso.

### Druhý exil

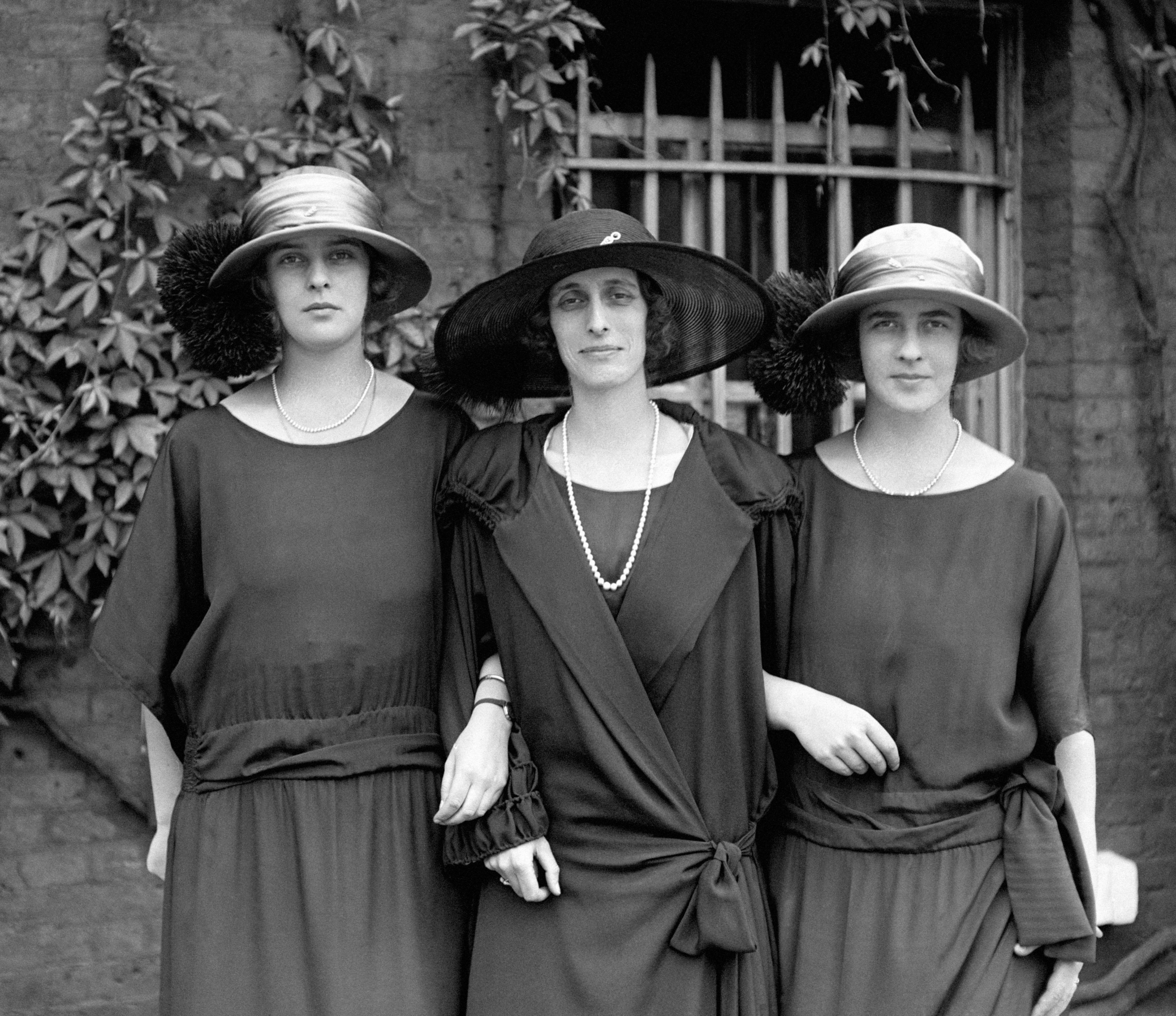
Princezna Margarita (vpravo) se svou sestrou princeznou Teodorou (vlevo) a tetou Luisou Mountbattenovou, 1923

Po několikatýdenní cestě, která je postupně zavedla do Itálie, Francie a Spojeného království, se Margarita s rodiči a sourozenci usadila v roce 1923 v Saint-Cloud, kde se usadila v domě sousedícím s domem princezny Marie Bonapartové, rodina byla sedm let odkázána na její štědrost a na další dvě Margaritiny tety: nejprve princeznu Anastázii a poté lady Louis Mountbattenovou. Marie Bonapartová financovala studia svých neteří a synovce, zatímco lady Mountbattenová si zvykla nabízet neteřím své „použité“ oblečení. Ve skutečnosti měli Margaritini rodiče jen malé příjmy a děti byly pravidelnými svědky jejich finančních problémů a potíží s udržením domácnosti.
Po vyhlášení druhé řecké republiky v březnu 1924 byla Margarita a její rodina zbavena řecké státní příslušnosti a od svého bratrance krále Kristiána X. obdrželi dánské pasy. Nyní ve věku pro vdávání, princezna a její sestra Teodora pravidelně odjížděly z Francie do Velké Británie, kde žily u své babičky z matčiny strany, vdovy markýzy z Milford Havenu. S tetou Luisou, která stále častěji nahrazovala jejich matku v roli gardedámy a důvěrnice, se obě mladé dívky účastnily většiny akcí britské aristokracie ve 20. letech 20. století, včetně plesů a tanečních zábav, narozeninových a zahradních slavností v Buckinghamském paláci, koňských dostihů atd. Obě princezny také využívaly svých pobytů v Londýně k návštěvám mnoha svých příbuzných, například babičky z otcovy strany, královny Olgy, která byla pravidelným hostem královny Alexandry v Sandringhamu, avšak nedostatek majetku a život v exilu znamenaly, že mladé dívky neměly téměř žádné nápadníky, což jejich matku znepokojovalo.
V létě 1926 se Margarita během pobytu v Taraspu u svého prastrýce Arnošta Ludvíka, velkovévody hesenského, seznámila s princem François-Ferdinandem d'Isembourg-Birstein, nejstarším synem prince François-Josepha d'Isembourg-Birstein. Oba mladí lidé se těšili vzájemné společnosti a jejich rodiny se setkaly na začátku následujícího roku. Margarita byla okouzlena svým nápadníkem i krajem, kde žil. François-Ferdinand byl však katolického vyznání a princezna se odmítala vzdát pravoslavné víry, což jejich románek brzy ukončilo. Do roku 1930 si tedy Margarita ani Teodora ještě nenašly snoubence. To jim však nebránilo radovat se z radosti jejich tety Luisy, když ji v červnu 1923 požádal o ruku švédský korunní princ Gustaf Adolf.

### Matčiny psychické potíže

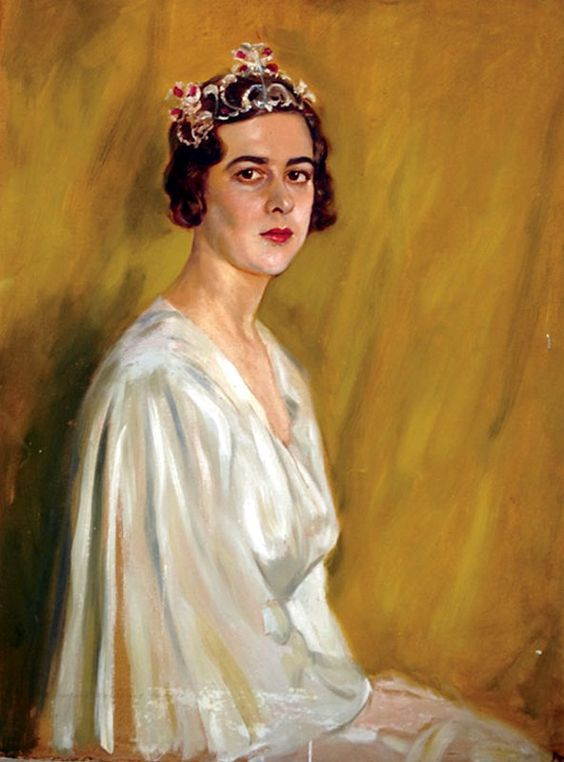
Princezna Margarita na portrétu Philipa de Lászla, 1928

Margarita, Teodora a Philip strávili léto 1928 v Rumunsku. Na pozvání princezny Heleny, jejíž syn Michael I. byl stejně starý jako Philip, pobývaly obě mladé ženy a jejich bratr několik týdnů v Sinaji. Rumunský princ Mikuláš byl v té době stále svobodný a Helena by ho ráda viděla ženatého s některou ze svých příbuzných, ale z jejích plánů, aby se její švagr oženil s jednou z jejích sestřenic, sešlo.
Několik měsíců po této cestě začala Alice údajně trpět psychickými problémy. Princezna, kterou postihla duševní krize, prý sama sebe přesvědčila, že má léčivé schopnosti a že dostává božská poselství o potenciálních manželích pro své dcery. Sama sebe pak považovala za svatou a brzy se prohlásila za Ježíšovu nevěstu. Princ Ondřej se nakonec rozhodl umístit svou ženu do sanatoria, a to se souhlasem své tchyně, vdovy markýzy z Milford Havenu. Během pobytu své rodiny v německém Darmstadtu v dubnu 1930 poslal Alici do psychiatrické léčebny nacházející se ve švýcarském Kreuzlingenu. 
Zatímco se jejich rodina rozpadala, otec využil situace, opustil jejich domov v Saint-Cloud a usadil se na francouzské Riviéře se svou milenkou. Dvě nejmladší Margaritiny sestry se postupně provdaly za německé prince. Sofie se v prosinci 1930 provdala za prince Kryštofa Hesenského, po ní následovala Cecilie, která se v únoru 1931 provdala za Jiřího Donata, dědičného velkovévodu hesenského. 

## Manželství

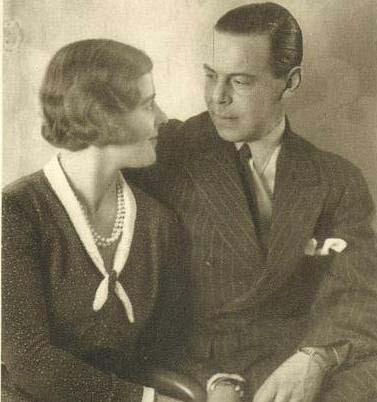
Princezna Margarita a princ Gottfried z Hohenlohe-Landenburgu, 30. léta 20. století

V roce 1930 bylo Margaritě 25 let, když se seznámila s Gottfriedem („Friedlem“), dědičným princem z Hohenlohe-Langenburgu, který stejně jako ona pocházel z rodu britské královny Viktorie. Pocházel z rodu Hohenlohe, jehož državy byly zveřejněny na počátku 19. století, a byl dědicem majetku, který tvořily zámky, zemědělská půda a lesy. Margarita a Gottfried se do sebe zamilovali a 20. dubna 1931 se vzali. Jejich svatba, uspořádaná na zámku Langenburg, se skládala z dvojího náboženského obřadu, luteránského i pravoslavného. Při této příležitosti se konalo velké rodinné setkání, na němž nebyla přítomna Margaritina matka Alice. mezi mnoha hosty byla i rumunská královna-vdova Marie a ruská velkokněžna Viktorie Fjodorovna (tety ženicha) a také řecký a dánský princ Jiří a švédská korunní princezna Louisa (strýc a teta nevěsty).

## Princezna z Hohenlohe-Landenburgu
Po uzavření manželství se Margarita a Gottfried usadili na zámku Weikersheim nedaleko města Langenburg. Po porodu mrtvého dítěte v roce 1933 porodila Margarita pět dětí:
- 1. Kraft Hohenlohe-Langenburský (25. 6. 1935 Schwäbisch Hall – 16. 3. 2004 tamtéž), titulární kníže z Hohenlohe-Langenburgu od roku 1960 až do své smrti[1][2]
I. ⚭ 1965 Charlotte Alexandra von Croÿ (* 31. 12. 1938 Londýn), rozvedli se roku 1990[3]
II. ⚭ 1992 Irma Pospesch (* 19. 6. 1946 Štýrský Hradec)[4]
- 2. Beatrix Hohenlohe-Langenburská (10. 6. 1936 Langenburg – 15. 11. 1997 tamtéž), svobodná a bezdětná[5][6]
- 3. Jiří Hohenlohe-Langenburský (24. 11. 1938 Schwäbisch Hall – 28. 10. 2021)[7][8]
⚭ 1968 Luisa Pavlína ze Schönburg-Waldenburgu (* 12. 10. 1943 Frankfurt nad Odrou)[9][10]
- 4. Ruprecht Hohenlohe-Langenburský (7. 4. 1944 Langenburg – 8. 4. 1978 Mnichov), svobodný a bezdětný[11][12]
- 5. Albrecht Hohenlohe-Langenburský (7. 4. 1944 Langenburg – 23. 4. 1992 Berlín)[13][14]
⚭ 1976 Maria-Hildegard Fischer (* 30. 11. 1933 Freiberg)[15]

Z obavy o matčin osud ji Margarita několikrát navštívila v Kreuzlingenu a jejich setkání byla často plná emocí. Alice se však na své blízké zlobila, že ji nechali umístit do ústavu, a po propuštění v roce 1933 dala najevo, že chce zůstat mimo rodinu. Uplynuly čtyři roky, než ukončila svůj dobrovolný exil. Ke smíření princezny Alice a jejích dětí nakonec došlo v roce 1937 a Margarita matku poprvé spatřila v červenci. O několik měsíců později, v listopadu, její sestra Cecílie zahynula při leteckém neštěstí a rodina se znovu sešla na jejím pohřbu v Darmstadtu. 
Když se zrovna nestarala o své blízké, věnovala se Margarita charitativní činnosti, čímž si brzy vysloužila obdiv obyvatel bývalého knížectví Hohenlohe-Langenburg. Stejně jako několik členů jejího okolí vstoupila Margarita 1. května 1937 současně se svým manželem do nacistické strany. Poté manželé využili svých rodinných konexí k podpoře sbližování nacistického režimu ve Spojeném království. Gottfried narukoval do Wehrmachtu a v roce 1938 se zúčastnil anšlusu.

### Aféra Glorie Vanderbiltové
V říjnu 1934 navštívili Gottfried a Margarita New York, aby svědčili ve prospěch Glorie Morgan Vanderbiltové v soudním sporu mezi ní a jejími příbuznými o opatrovnictví její dcery Glorie Vanderbiltové.
Několik let před sňatkem s Margaritou měl Gottfried poměr s bohatou americkou vdovou, kterou si s požehnáním svých rodičů dokonce téměř vzal. Margarita ze své strany navštěvovala Glorii Morgan Vanderbiltovou u její tety Naděždy Mountbattenové, příbuzní Glorie Morgan Vanderbiltové ji však obvinili, že svou dceru opustila, když vedla s Gottfriedem zhýralý život v Evropě. Margarita dále podezírala mladou ženu z milostného vztahu s Naděždou, a proto měla Margarita zájem obnovit čest své rodiny tím, že se zúčastní soudního procesu se svým manželem.
Navzdory svědectví prince a princezny z Hohenlohe-Langenburgu, kteří před tiskem a soudem ujišťovali o dobrých mravech svého přítele, Gloria Morgan Vanderbiltová soudní spor prohrála. Její dcera byla poté svěřena do péče své tety z otcovy strany, Gertrudy Vanderbilt Whitneyové, dokud nedosáhla plnoletosti. Gottfried a Margarita opustili Spojené státy počátkem listopadu, aby se zúčastnili svatby Mariny, sestřenice princezny, a vévody z Kentu v Londýně. 

### Cesta do Řecka
Zatímco Německo se od roku 1933 propadlo do diktatury, Řeckou republiku svrhl v říjnu 1935 generál Kondylis. O měsíc později byl na trůn po referendu dosazen král Jiří II., Margaritin bratranec.
Počátkem roku 1936 byl zrušen trest vyhoštění vydaný v roce 1922 proti Margaritinu otci princi Ondřejovi, což mu umožnilo opět zůstat ve své zemi. Princ, který se stal pravidelným terčem řeckého tisku, se však rozhodl zůstat po většinu roku v zahraničí. Princezna Alice, odcizená svému manželovi od doby svého uvěznění, se rozhodla vrátit a žít v Athénách, kde se usadila v listopadu 1938. 
Mezitím se do Řecka vrátila i Margarita s Gottfriedem u příležitosti svatby korunního prince Pavla s hannoverskou princeznou Frederikou v lednu 1938.

### Druhá světová válka
Vypuknutí druhé světové války Margaritu velmi zasáhlo a její rodinu konflikt rozdělil. Zatímco její manžel a švagři, princ Kryštof Hesenský a Berthold, markrabě bádenský, vstoupili do německých řad, její bratr Philip bojoval v britském královském námořnictvu. Invaze a okupace Francie Německem také zablokovala prince Ondřeje na Francouzské riviéře a kontakt s ním se stal velmi obtížným. Co se týče princezny Alice, ta v době invaze odmítla opustit Řecko a většinu konfliktu strávila v Athénách, kde pomáhala uprchlíkům a ukrývala Židy, ačkoli se jí podařilo několikrát navštívit své dcery v letech 1940 a 1944.
Margarita strávila dobu konfliktu se svými dětmi v Langenburgu, malém městě daleko od bojových zón, kde rodina netrpěla velkým nedostatkem. Tam se jí 7. dubna 1944 narodila dvojčata Rupprecht a Albrecht. Gottfriedova cesta v tomto období byla mnohem mlhavější. Podle španělského životopisce Ricarda Mateose Sainze de Medrana byl princ z Hohenlohe-Langenburgu během bitvy u Amiensu zraněn a zbytek konfliktu strávil s rodinou v Langenburgu, podle britského životopisce Huga Vickerse byl však Gottfried v této době pouze záložním důstojníkem a léto 1940 strávil se svou ženou v Čechách. Anglickým tiskem se následně rozšířila fáma, kterou však později všichni historici popřeli a která tvrdila, že Gottfried strávil válku na východní frontě, kde byl zraněn, až do svého propuštění z armády v roce 1944 kvůli účasti na atentátu na Adolfa Hitlera. Tuto údajnou účast nepotvrdil žádný odborník na danou problematiku. Důvěryhodnější je proto verze, kterou v roce 2010 uvedl Hohenloher Tagblatt v článku věnovaném princi. Těžce zraněn na východní frontě, kde až do roku 1944 velel průzkumné jednotce, byl Gottfried propuštěn z armády na pokračování dekretem zakazujícím osobám královského původu sloužit v armádě. Po návratu do Langenburgu přeměnil princ rodinný zámek na nemocnici a poté zde přijímal uprchlíky.
Válečné období přineslo Margaritině rodině smutek. V dubnu 1942 zemřela ve Schwäbisch Hall po dlouhé nemoci její tchyně, princezna vdova z Hohenlohe-Langenburgu. O něco více než rok později, v říjnu 1943, zahynul při leteckém neštěstí během letu nad Apeninským pohořím princ Kryštof, manžel Margaritiny sestry Sofie a v prosinci 1944 zemřel v Monaku její otec princ Ondřej, aniž by mohl znovu spatřit své děti.

### Poválečná léta
Porážka Německa a jeho okupace Spojenci přinesla nové otřesy v životě bývalých německých knížecích rodů, z nichž některé (například Hermína Reussová z Greizu, Jáchym Arnošt, vévoda z Anhaltu, nebo princ Jiří Sasko-Meiningenský) zahynuly v rukou Sovětů. Když válka skončila, Margarita a její rodina se ocitli v Američany okupované části Německa, takže jejich životy nebyly ohroženy. Gottfried byl rychle jmenován prozatímním správcem okresu Crailsheim.
Po obnovení míru mělo odhalení válečných zločinů Wehrmachtu a jeho podílu na holokaustu, které vyšlo najevo během norimberského procesu, vážný dopad na vztahy mezi Hohenlohe-Langenburgy a jejich zahraničními příbuznými. Princezna Alice z Battenbergu si tak navzdory svému vlastnímu německému původu vypěstovala hluboký odpor k německému národu a až do roku 1949 se odmítala vrátit k pobytu v zemi svých dcer. Princ Philip (v roce 1947 oficiálně přejmenovaný na Philipa Mountbattena) zase zjistil, že kvůli protiněmeckým náladám panujícím ve Velké Británii po válce nemůže pozvat své sestry u příležitosti své svatby s britskou princeznou Alžbětou.
Margarita, Teodora a Sofie si byly vědomy obtíží, kterým musel jejich bratr čelit, a považovaly jejich odsunutí na vedlejší kolej za nesprávné a zraňující. Cítily se odstrčené, když si uvědomily, že jejich sestřenice, rumunská královna matka a vévodkyně z Aosty, byly pozvány navzdory tomu, že jejich země byly během konfliktu spojenci nacistického režimu. Obtěžovány tiskem, který jim předkládal žádosti o rozhovory, strávily Margarita a její sestry den 20. listopadu 1947 na zámku Marienburg se svými rodinami. Na pozvání brunšvického vévody a vévodkyně oslavily sňatek svého bratra ve společnosti své sestřenice, řecké a dánské princezny Alžběty a prince Ludvíka a princezny Markéty Hesenské. O několik dní později řecké princezny navštívily řecká královna (která jim přišla přinést dopis od jejich matky princezny Alice s podrobným popisem svatby) a vévodkyně z Kentu.
V březnu 1948 pozvala Margaritu a její tři starší děti do Athén princezna Alice, která jim cestu nabídla díky penzi, kterou jí nadále vyplácela hraběnka Mountbattenová. Na pozvání krále Pavla a královny Frederiky se Margarita ubytovala v královském paláci a byla ráda, že se vrátila do své vlasti. V následujících letech uskutečnila s manželem v Řecku ještě několik dalších pobytů. V roce 1962 se princezna zúčastnila svatby řecké a dánské princezny Sofie a asturského prince Juana Carlose. A konečně v roce 1963 se zúčastnila oslav pořádaných v rámci stého výročí řecké dynastie.
Řecká královská rodina nebyla jediným panovnickým rodem, který projevil touhu obnovit spojení s princeznou Margaritou a jejím manželem. V roce 1950 bylo Margaritě umožněno vrátit se do Spojeného království u příležitosti pohřbu její babičky, vdovy markýzy z Milford Havenu. O několik měsíců později byla princezna vybrána za jednu z kmoter své neteře, princezny Anne. Především v roce 1953 byla Margarita, její sestry, jejich manželé a některé z jejich dětí pozváni na korunovaci Alžběty II. Spokojená, že nebyla opět odsunuta na vedlejší kolej, princezna z Hohenlohe-Langenburgu nicméně se smutkem zaznamenala trápení svého bratra Philipa, který s obavami zvažoval své nové postavení prince manžela.
V prosinci 1950 zemřel Margaritin tchán, kníže Anošt II., a Gottfried se stal hlavou rodu Hohenlohe. Princ zdědil značný majetek, který se skládal ze zemědělské půdy a lesů, ale také ze dvou zámků (Langenburg a Weikersheim), jejichž údržba byla velmi nákladná. V touze diverzifikovat své příjmy Gottfried spojil síly s několika šlechtici a založil společnost na dovoz dřeva. Kníže se také snažil rozvíjet cestovní ruch v bývalém knížectví Hohenlohe-Langenburg. Poté, co v zahradách hradu Langenburg otevřel kavárnu, přeměnil její křídlo na pokoje pro hosty z řad bohatých cizinců. 
Od třicátých let Margarita velmi přibírala na váze, což její blízké znepokojovalo. Na konci padesátých let se však Gottfriedův zdravotní stav zhoršil a 11. května 1960 zemřel, takže novou hlavou rodu Hohenlohe se stal jeho nejstarší syn princ Kraft. Margarita, velmi zasažená odchodem svého manžela, se přesto řídila radami své matky, která jí doporučovala, aby se neuzavírala do sebe a aktivněji se účastnila společenského života. V roce 1961 se tak princezna zúčastnila svatby prince Edwarda, vévody z Kentu, a Katharine Worsleyové. Krátce poté byla přítomna recepci na počest amerického prezidenta Johna F. Kennedyho v Buckinghamském paláci.
V lednu 1963 vypukl na zámku Langenburg požár. Nedošlo k žádným obětem, ale byly zničeny soukromé apartmány princezny a mnoho jejích osobních předmětů. Škody na budově byly značné a přinutily prince Krafta, aby v roce 1967 prodal zámek Weikersheim a financoval tak renovační práce. To však nebránilo tomu, aby Hohenlohe-Langenburgové přijali na svém zámku královnu Alžbětu II. a prince Philipa během jejich oficiální cesty do Západního Německa v roce 1965.
V roce 1965 se princ Kraft oženil s princeznou Charlotte von Croÿ. V roce 1969 se pak princ Georg Andreas oženil s princeznou Luisou von Schönburg-Waldenburg. Zasnoubení princezny Beatrix s jejím synovcem Maxmiliánem, markrabětem bádenským, synem princezny Teodory, naopak v roce 1961 ztroskotalo a princezna zůstala celý život neprovdaná. Ani tato událost nezabránila Margaritě, aby zůstala své sestře nablízku až do její smrti v říjnu 1969. Zničená ztrátou mladší sestry, která byla jen o rok mladší než ona, přišla Margarita o dva měsíce později také o matku Alici. 
Margaritin syn Albrecht se v roce 1976 oženil s Marií Hildegardou-Fischerovou.Jeho bratr-dvojče Rupprecht si v roce 1978 vzal život.

### Smrt
Margarita zemřela 24. dubna 1981 na klinice v bavorském Bad Wiessee, šest dní po svých 76. narozeninách za účasti svého bratra vévody z Edinburghu, její pohřeb se konal v Langenburgu,kde byla pohřbena vedle svého manžela.

## Tituly, oslovení a vyznamenání

### Tituly a oslovení
- 18. dubna 1905 – 20. dubna 1931: Její královská Výsost princezna Margarita Řecká a Dánská
- 20. dubna 1931 – 11. prosince 1950: Její královská Výsost princezna Margarita, dědičná princezna z Hohenlohe-Langenburgu, princezna řecká a dánská
- 11. prosince 1950 – 11. května 1960: Její královská Výsost princezna Margarita, princezna z Hohenlohe-Langenburgu
- 11. května 1960 – 24. dubna 1981: Její královská Výsost princezna Margarita, princezna z Hohenlohe-Langenburgu vdova

### Vyznamenání
- : Řád svaté Olgy a Sofie
- : Řád dobročinnosti
- : Královské vyznamenání řeckého královského rodu 2. třídy
- : Korunovační medaile královny Alžběty II.

## Vývod z předků
|                          |                                |  |                     |                                   |  |  |  |  |  |  |  | Fridrich Vilém Šlesvicko-Holštýnsko-Sonderbursko-Glücksburský |
|                          |                                |  |                     |                                   |  |  |  |  |  |  |  |                                                               |
|                          | Kristián IX.                   |  |                     |                                   |  |  |  |  |  |  |  |                                                               |
|                          |                                |  |                     |                                   |  |  |  |  |  |  |  |                                                               |
|                          |                                |  |                     | Luisa Karolina Hesensko-Kasselská |  |  |  |  |  |  |  |                                                               |
|                          |                                |  |                     |                                   |  |  |  |  |  |  |  |                                                               |
|                          | Jiří I. Řecký                  |  |                     |                                   |  |  |  |  |  |  |  |                                                               |
|                          |                                |  |                     |                                   |  |  |  |  |  |  |  |                                                               |
|                          |                                |  |                     | Vilém Hesensko-Kasselský          |  |  |  |  |  |  |  |                                                               |
|                          |                                |  |                     |                                   |  |  |  |  |  |  |  |                                                               |
|                          | Luisa Hesensko-Kasselská       |  |                     |                                   |  |  |  |  |  |  |  |                                                               |
|                          |                                |  |                     |                                   |  |  |  |  |  |  |  |                                                               |
|                          |                                |  |                     | Luisa Šarlota Dánská              |  |  |  |  |  |  |  |                                                               |
|                          |                                |  |                     |                                   |  |  |  |  |  |  |  |                                                               |
|                          | Ondřej Řecký a Dánský          |  |                     |                                   |  |  |  |  |  |  |  |                                                               |
|                          |                                |  |                     |                                   |  |  |  |  |  |  |  |                                                               |
|                          |                                |  |                     | Mikuláš I. Pavlovič               |  |  |  |  |  |  |  |                                                               |
|                          |                                |  |                     |                                   |  |  |  |  |  |  |  |                                                               |
|                          | Konstantin Nikolajevič Ruský   |  |                     |                                   |  |  |  |  |  |  |  |                                                               |
|                          |                                |  |                     |                                   |  |  |  |  |  |  |  |                                                               |
|                          |                                |  |                     | Šarlota Pruská                    |  |  |  |  |  |  |  |                                                               |
|                          |                                |  |                     |                                   |  |  |  |  |  |  |  |                                                               |
|                          | Olga Konstantinovna Romanovová |  |                     |                                   |  |  |  |  |  |  |  |                                                               |
|                          |                                |  |                     |                                   |  |  |  |  |  |  |  |                                                               |
|                          |                                |  |                     | Josef Sasko-Altenburský           |  |  |  |  |  |  |  |                                                               |
|                          |                                |  |                     |                                   |  |  |  |  |  |  |  |                                                               |
|                          | Alexandra Sasko-Altenburská    |  |                     |                                   |  |  |  |  |  |  |  |                                                               |
|                          |                                |  |                     |                                   |  |  |  |  |  |  |  |                                                               |
|                          |                                |  |                     | Amálie Württemberská              |  |  |  |  |  |  |  |                                                               |
|                          |                                |  |                     |                                   |  |  |  |  |  |  |  |                                                               |
| Margarita Řecká a Dánská |                                |  |                     |                                   |  |  |  |  |  |  |  |                                                               |
|                          |                                |  |                     |                                   |  |  |  |  |  |  |  |                                                               |
|                          |                                |  | Ludvík II. Hesenský |                                   |  |  |  |  |  |  |  |                                                               |
|                          |                                |  |                     |                                   |  |  |  |  |  |  |  |                                                               |
|                          | Alexandr Hesensko-Darmstadtský |  |                     |                                   |  |  |  |  |  |  |  |                                                               |
|                          |                                |  |                     |                                   |  |  |  |  |  |  |  |                                                               |
|                          |                                |  |                     | Vilemína Luisa Bádenská           |  |  |  |  |  |  |  |                                                               |
|                          |                                |  |                     |                                   |  |  |  |  |  |  |  |                                                               |
|                          | Ludvík z Battenbergu           |  |                     |                                   |  |  |  |  |  |  |  |                                                               |
|                          |                                |  |                     |                                   |  |  |  |  |  |  |  |                                                               |
|                          |                                |  |                     | Jan Mořic Hauke                   |  |  |  |  |  |  |  |                                                               |
|                          |                                |  |                     |                                   |  |  |  |  |  |  |  |                                                               |
|                          | Julie von Hauke                |  |                     |                                   |  |  |  |  |  |  |  |                                                               |
|                          |                                |  |                     |                                   |  |  |  |  |  |  |  |                                                               |
|                          |                                |  |                     | Sophie Lafontaine                 |  |  |  |  |  |  |  |                                                               |
|                          |                                |  |                     |                                   |  |  |  |  |  |  |  |                                                               |
|                          | Alice z Battenbergu            |  |                     |                                   |  |  |  |  |  |  |  |                                                               |
|                          |                                |  |                     |                                   |  |  |  |  |  |  |  |                                                               |
|                          |                                |  |                     | Karel Hesenský                    |  |  |  |  |  |  |  |                                                               |
|                          |                                |  |                     |                                   |  |  |  |  |  |  |  |                                                               |
|                          | Ludvík IV. Hesenský            |  |                     |                                   |  |  |  |  |  |  |  |                                                               |
|                          |                                |  |                     |                                   |  |  |  |  |  |  |  |                                                               |
|                          |                                |  |                     | Alžběta Pruská                    |  |  |  |  |  |  |  |                                                               |
|                          |                                |  |                     |                                   |  |  |  |  |  |  |  |                                                               |
|                          | Viktorie Hesensko-Darmstadtská |  |                     |                                   |  |  |  |  |  |  |  |                                                               |
|                          |                                |  |                     |                                   |  |  |  |  |  |  |  |                                                               |
|                          |                                |  |                     | Albert Sasko-Kobursko-Gothajský   |  |  |  |  |  |  |  |                                                               |
|                          |                                |  |                     |                                   |  |  |  |  |  |  |  |                                                               |
|                          | Alice Sasko-Koburská           |  |                     |                                   |  |  |  |  |  |  |  |                                                               |
|                          |                                |  |                     |                                   |  |  |  |  |  |  |  |                                                               |
|                          |                                |  |                     | královna Viktorie                 |  |  |  |  |  |  |  |                                                               |
|                          |                                |  |                     |                                   |  |  |  |  |  |  |  |                                                               |